# Trichophoroides albisparsus
Trichophoroides albisparsus är en skalbaggsart som först beskrevs av Bates 1872.  Trichophoroides albisparsus ingår i släktet Trichophoroides och familjen långhorningar.
Artens utbredningsområde är:
- Costa Rica.
- Honduras.
- Nicaragua.

Inga underarter finns listade i Catalogue of Life.